# Hernán Alemán
Hernán Claret Alemán Pérez (Cabimas, 21 de maio de 1955 – Bogotá, 7 de julho de 2020) foi um político venezuelano, deputado da Assembleia Nacional até 2020.

## Carreira
Foi prefeito do município de Cabimas de 1989 a 1996 e de 2000 a 2008.
Dois anos depois, em 2010, foi eleito deputado da Assembleia Nacional no período 2011-2015, onde ingressou na Comissão Permanente de Administração e Serviços.
Em 2015, foi reeleito para a 10ª legislatura pelo estado de Zulia para o período 2016-2021 pela coalizão de oposição da Mesa da Unidade Democrática e, a partir de 2016, formou a Comissão Permanente de Defesa e Segurança.
Em 16 de dezembro de 2019, a pedido da Assembleia Nacional Constituinte, o Supremo Tribunal de Justiça do regime de Nicolás Maduro ordenou sua acusação e mais quatro deputados da Assembleia Nacional, condenando-o pelas acusações de “traição contra o país, instigação de insurreição, usurpação de funções” e “concerto para cometer um crime”.
Em maio de 2020, Alemán indicou que mantinha conexões com Clíver Alcalá e até visitou campos de treinamento antes da Operação Gideon, sem o conhecimento de seu partido.

## Morte
Morreu na Colômbia em 7 de julho de 2020 aos 65 anos devido a complicações associadas à COVID-19.